# Пусанская транспортная корпорация
Пусанская транспортная корпорация (부산교통공사, 釜山交通公社, Busan Transportation Corporation) — муниципальное предприятие в Пусане, занимающееся строительством и обслуживанием метрополитена. Корпорация была основана в 1981 году как Штаб строительства метрополитена в городе Пусане, а в 1988 году преобразовано в муниципальное предприятие под управлением департамента общественного транспорта. В 2005 году департамент был расформирован, а корпорация с 1 января 2006 года стала самостоятельной организацией и получила нынешнее название.
Пусанская транспортная корпорация обслуживает 4 линии пусанского метрополитена (первую, вторую, третью и четвертую). По закону корпорация может также заниматься наземным городским транспортом.